# Bodo Ebhardt
Bodo Ebhardt est un architecte et historien de l'architecture allemand né à Brême le 5 janvier 1865 et mort au château de Marksburg à Braubach (Rhin-Lahn), 13 février 1945. Il a fondé et longtemps présidé la Deutschen Burgenvereinigung (réunion des châteaux allemands).

## Biographie
Après des études secondaires à Saint-Goarshausen, Bodo Heinrich Justus Ebhardt suit un cursus commercial à Magdebourg et à Brême. Mais il délaisse bientôt cette voie pour se consacrer à l'architecture, en autodidacte. Devenu chercheur en histoire de l'architecture et restaurateur, il gagne la confiance de l'empereur Guillaume II.
Architecte de l'empereur, il s'est vu octroyer de nombreux chantiers dans l'Empire allemand. Il a travaillé notamment à Hornburg en Basse-Saxe et à Marksburg sur le Rhin. Il est aussi l'auteur de la restauration magistrale du château de Neuenstein, dans le Bade-Wurtemberg, appartenant à la famille Hohenlohe.
En France, il est surtout connu pour le chantier de restauration du château du Haut-Koenigsbourg (1901-1908). Il a également fait les plans du donjon d'habitation et du beffroi du château de Landonvillers (inscrit MH 13/02/1997) à Courcelles-Chaussy en Lorraine (1904–1906).
Son interprétation raisonnée, et plus proche d’une vision scientifique dans la restauration de l'architecture médiévale est parfois opposée à l'approche historique plus rigoureuse mais souvent inventive de Viollet-le-Duc.

## Œuvres

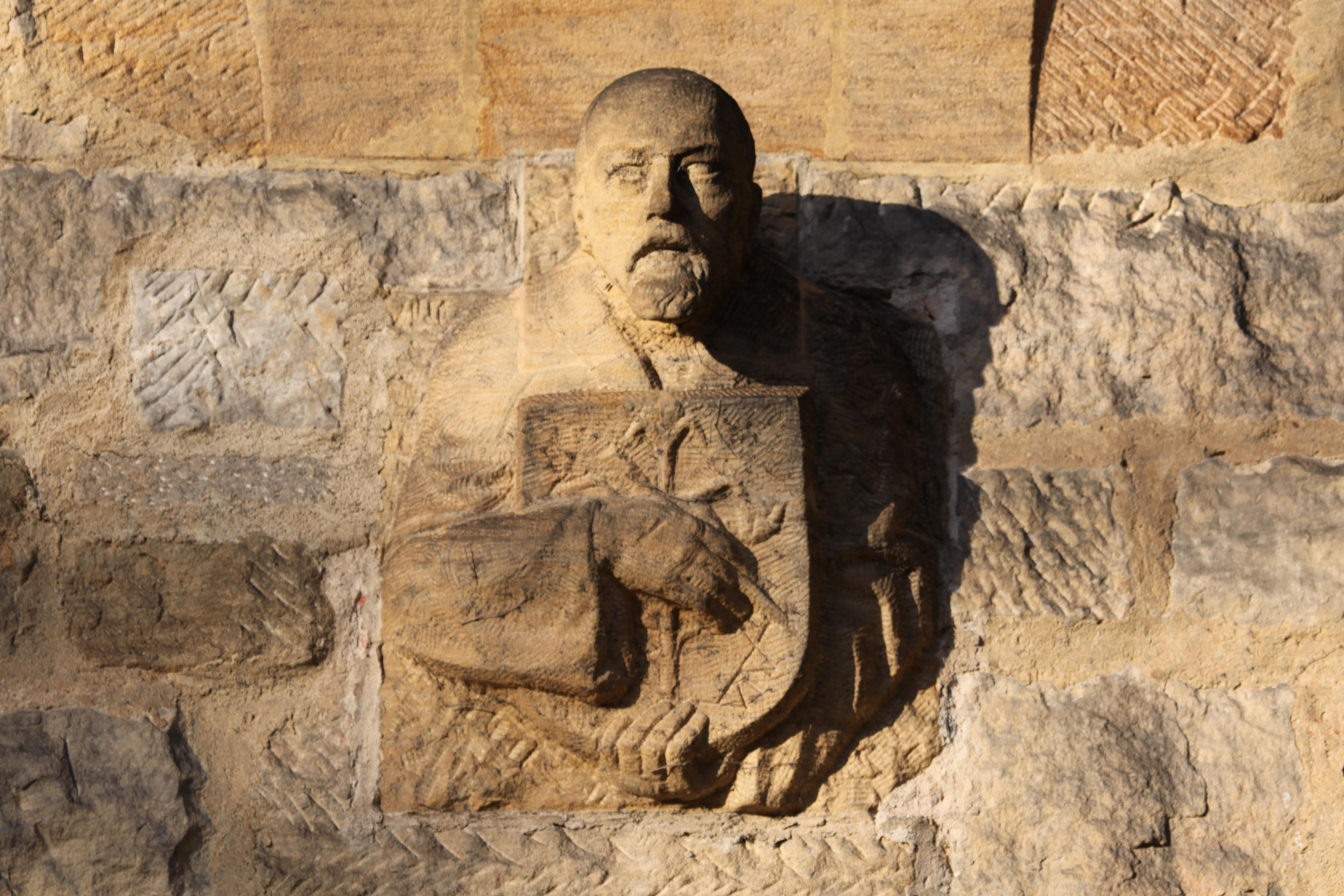
Buste de Bodo Ebhardt, sur un mur de la forteresse de Cobourg.

- 1892–1893 : villa Seibt à Berlin-Grunewald
- 1893–1894 : Landhaus Ebhardt à Berlin-Grunewald
- 1894 : complexe commercial "Wilhelmshof" à Groß-Lichterfelde près de Berlin
- 1894 : immeuble "Fürstenhof" à Karlshorst près de Berlin
- 1894–1895 : Stallgebäude der Villa Färber à Aix-la-Chapelle-Burtscheid
- 1895–1896 : villa Schröder-Poggelow à Berlin-Tiergarten
- 1896 : villa Scheche à Berlin-Grunewald
- 1896 : immeuble Ebhardt à Berlin-Tiergarten, 13 Rauchstraße
- 1898: Monument des sports à Berlin
- 1899–1901: Villa Langenscheidt à Berlin-Wannsee, 1 Colomierstraße (1902–1903)
- 1899–1900: Villa Passow / Fulvius / Voss à Heidelberg, 55 Gaisbergstraße
- 1900–1934: Restauration du château du Marksburg à Braubach am Rhein
- 1901–1908: Restauration du Château du Haut-Koenigsbourg en Alsace-Lorraine (Reichsland Elsass-Lothringen, Alsace annexée)
- 1901–1902 : villa Cornelius Meyer à Berlin-Grunewald
- 1903 : monument aux morts de 1870/71 à Braubach
- vers 1904 : villa Martin à Neubabelsberg
- 1904 : villa Remmer à Berlin-Grunewald
- 1904–1906 : agrandissement du château de Landonvillers à Courcelles-Chaussy en Moselle (Reichsland Elsass-Lothringen).
- 1905–1906 : aménagement du château d'Altenbourg
- 1906–1908 : aménagement du château de Hakeburg à Kleinmachnow
- 1906–1908: Restauration du château Grodziec (Gröditzburg)
- 1906–1925: Restauration du château à Neuenstein (Bade-Wurtemberg)
- 1908–1909 : villa Ribbeck à Berlin-Grunewald
- 1909–1925: Restauration du château de Veste Coburg
- vers 1910: Maison Lucke à Schlettstadt
- 1911–1912: Restauration du Burg Sallgast
- 1911–1913: Restauration du Burg Wommen
- 1912 : restauration du Burg Langenau
- 1912–1913 : immeuble von der Heydt, ou Kleisthaus, à Berlin, 53 Mauerstraße
- 1912–1914 : reconstruction du Wartburg-Gasthofs à Eisenach
- 1912–1914: Restauration du château de Czocha
- 1913–1914: Restauration du château Groß Leuthen
- 1913–1916: Théâtre de Cour à Detmold
- 1914–1915: Agrandissement de l'immeuble Allianz Versicherungs-AG à Berlin
- 1914–1925: Reconstruction du château de Kipfenberg
- 1920: restauration du château Neuhausen
- 1920–1921: Reconstruction du château de Kaulsdorf
- 1920–1923: Reconstruction du château de[Eichicht
- 1921–1923: Reconstruction du château de Scharfenstein
- 1921–1923: Restauration du château de Creuzburg
- 1922–1927: Construction au château de Hornburg
- 1922–1928: Reconstruction du château Heimhof
- 1922-1935: Reconstruction du château de Gröditz près de Weißenberg
- 1926–1927: Haus Petschull in Diez an der Lahn
- 1929–1930 : reconstruction du château Gollwitz
- 1931-1932 : aménagement du château d'Arenfels près de Hönningen am Rhein
- 1933–1935 : reconstruction du château Mühlberg à Ohrdruf

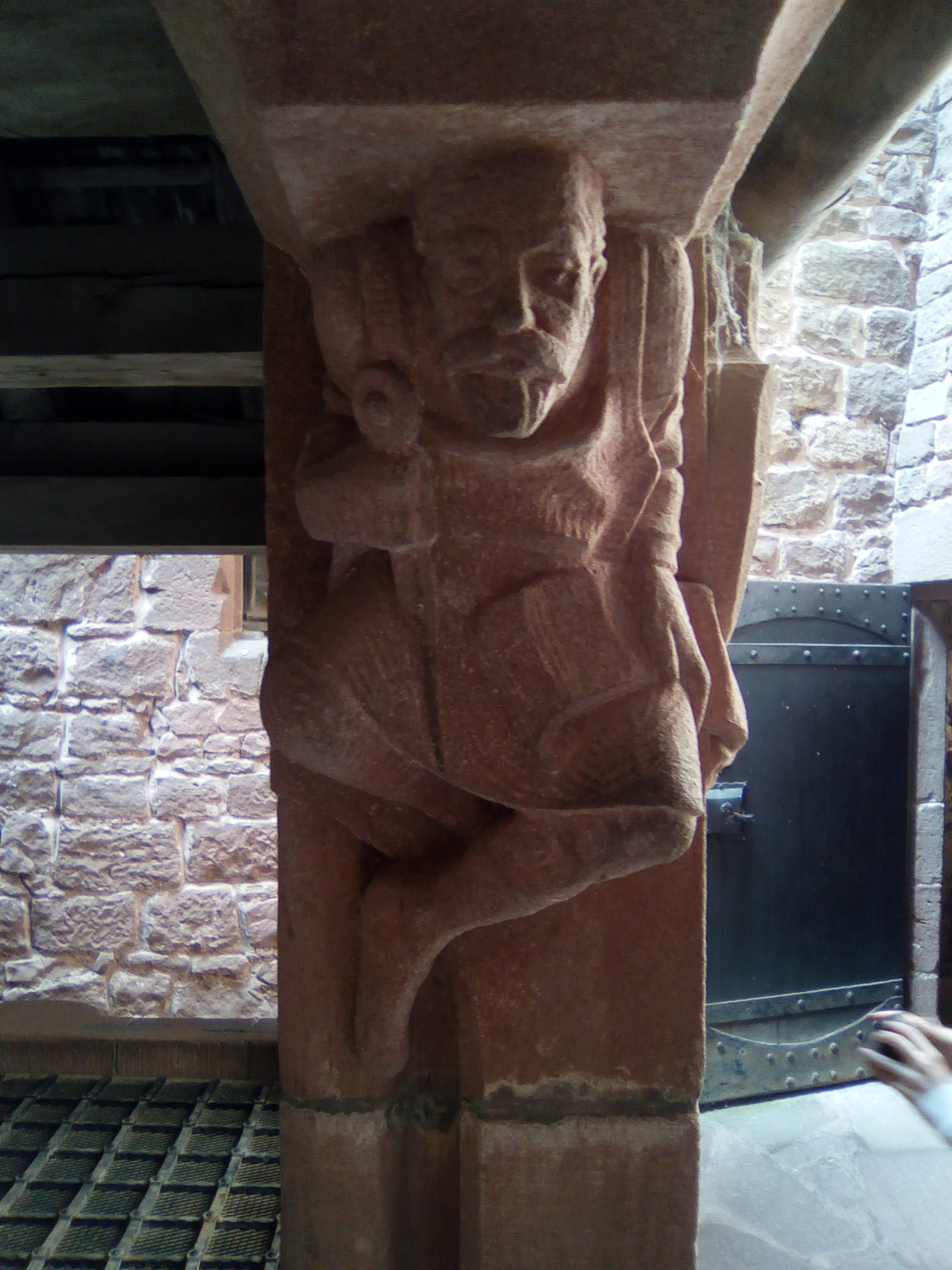
Sculpture représentant Bodo Ebhardt, sur une colonne de citerne au château du Haut-Koenigsbourg.

## Publications
- Steinerne Zeugen. Wehrbauten Veronas. Burgverlag, Berlin-Grunewald, 1911.
- Die zehn Bücher der Architektur des Vitruv und ihre Herausgeber seit 1484. Burgverlag, Berlin-Grunewald, 1919.
- Deutsche Burgen als Zeugen deutscher Geschichte. F. Zillessen, Berlin, 1925.
- Schloß Arienfels bei Hönningen am Rhein. Der Bau und seine Geschichte. Burgverlag, Marksburg, 1932.
- Spanische Burgenfahrt 1930. Ein Reisebericht. Burgverlag, Marksburg, 1934.
- Burg Trifels. Untersuchungen zur Baugeschichte. Burgverlag, Marksburg, 1938.
- DIE BURGEN DES ELSASS Vortrag 1904
- Coordination Bernadette Schnitzler, Conservateur du musée archéologique, Vivre au Moyen Âge, 30 ans d’archéologie médiévale en Alsace, Strasbourg, Editions Les Musées de la ville de Strasbourg, 10 mai 1990, 524 p. (ISBN 2-901 833-01-6 (édité erroné), BNF 36642626)Archéologie des châteaux p. 210 : Château du Haut-Koenigsbourg à Orschwiller, Fouilles de B. Ebhardt, par Jean-Jacques Schwien
- Bodo Ebhardt, Der Wehrbau Europs im Mittelalter, Versuch einer Gesamtdarstellung der euroäische Burgen, Berlin, 1939-582 vol.. réédition photomécanique, Francfort 1977